# یوهان گئورگ مولر
یوهان گئورگ مولر (انگلیسی: Johan Georg Müller؛ ۱۷۷۱–۲۸ مارس ۱۸۲۲) نقاش هنری و سازنده تزئینات صحنهٔ تئاتر و استاد آموزش نقاشی و صنایع دستی در مدرسه کلیسای جامع برگن و اهل نروژ بود.

## پیشینه
یوهان گئورگ مولر، در آکادمی هنرهای زیبای کپنهاگ در بین سالهای ۱۷۹۰ میلادی تا ۱۷۹۲ دانشجو بود. سپس به عنوان استادکار به نروژ بازگشت و در شهر برگن مستقر شد. یوهان گئورگ مولر، کارهای تزئینی بسیاری از جمله تزئینات مربوط به صحنه‌های تئاتر ساخته‌است. همچنین او در نقاشی هنری مهارت داشته‌است و رسم تعدادی از نقاشی‌های چهره، به وی نسبت داده می‌شود. سرشناسی وی بیشتر مدیون کارگر و شاگردش یوهان کریستین دال، نقاش مشهور مناظر طبیعی نروژ و بنیان‌گذار سبک ملی‌گرایی رمانتیک در نروژ است که در سالهای ۱۸۰۴ تا ۱۸۰۹ میلادی نزد وی کار کرده و آموزش فنی و هنری دیده‌است.

### شرح زندگی
از تاریخ دقیق تولد یوهان گئورگ مولر، اطلاعی در دست نیست. همانقدر می‌دانیم که وی در سال ۱۷۷۱ در برگن به دنیا آمده و پدر او یک نجار بوده‌است. در کل اقوام و نزدیکان یوهان گئورگ مولر، بیشتر به صنایع دستی اشتغال داشته‌اند و خود وی نیز به اصطلاح مردی همه فن حریف بود و با دختر یک نجار ازدواج کرده‌است. یوهان گئورگ مولر، در اوایل جوانی قصد داشت ساعت‌ساز شود. اما سرنوشت وی چنین بود که در سال ۱۷۹۰ میلادی به دانمارک سفر کند و در کپنهاگ، وارد آکادمی هنرهای زیبا شود. در آن زمان یکی از استادان آکادمی، نیکولای آبیلدگارد، نقاش توانای دانمارکی بود. نیکولای آبیلدگارد، مستقیماً بخشی از آموزش یوهان گئورگ مولر، را بر عهده داشت و در عمل سرمشق جوانان بسیاری از جمله جوان با استعدادی مثل یوهان گئورگ مولر، در آکادمی هنر کپنهاگ بود. در سال ۱۷۹۱ یا سال بعد از آن یوهان گئورگ مولر، در حالی که از هر فنی چیزی یادگرفته بود و به اصطلاح مردی اهل فن بود به نروژ بازگشت و مدتی بعد یک مغازه و کارگاه رنگ فروشی و رنگرزی در برگن افتتاح کرد. در این کارگاه که سفارش‌های نجاری، رنگرزی و در کل تزئینات می‌پذیرفت، تعدادی نوجوانان برگنی شاگردی می‌کردند. در سال ۱۷۹۳ یوهان گئورگ مولر، کارگاه فنی خود را گسترش داد و یک مدرسه آموزش طراحی و نقاشی برای کودکان و نوجوانان برگن افتتاح کرد. در آن زمان سابقه تحصیل در آکادمی هنرهای زیبای کپنهاگ، در محافل فرهنگی امتیاز بزرگی محسوب می‌شد و شاید به همین خاطر بود که در سال ۱۷۹۴ میلادی، مسئولیت ساخت تزئینات صحنه تئاتر برگن به وی واگذار شد. یوهان گئورگ مولر، در صحنه آرایی تئاتر برگن بسیار موفق بود و بزودی به محبوبیت دست یافت و مسئولیت بیشتری در امور معماری و تزئینات اماکن عمومی برگن به وی سپرده شد. بعضی از آثار معماری وی در شهر برگن همچنان باقی است و حفاظت می‌شود. یوهان گئورگ مولر، در حین فعالیت حرفه ای خود تعداد زیادی تابلوی بدون امضاء نقاشی کرده‌است. اما اطلاعات محلی و شیوه و سنت کار تعلق این آثار هنری به وی را مشخص کرده و بعضی از این آثار در موزه هنری برگن، به نام وی به نمایش گذاشته می‌شوند. بخشی از فعالیت‌های هنری یوهان گئورگ مولر، مصادف با تحولات سال ۱۸۱۴ و بیداری حس ملی‌گرایی و استقلال خواهی در نروژ بود و به این دلیل جایی خاص در تاریخ فرهنگ نروژ به خود اختصاص می‌دهد. با این که تحصیلات آکادمیک یوهان گئورگ مولر، محدود بود اما وی با سبک کلاسیک و بزرگان هنر اروپا کاملاً آشنایی داشت و گاه از آثار آنها الهام می‌گرفت. یوهان گئورگ مولر، شاگردانی داشته‌است که خود او را از حیث شهرت پشت سر گذاشته‌اند از جمله لیدر ساگن، متخصص و نوآور امور تربیتی و آموزشی و یوهان کریستین دال، بنیان‌گذار سبک ملی‌گرایی رمانتیک در نقاشی نروژ، معروفترین این شاگردان بوده‌اند.

## نگارخانه

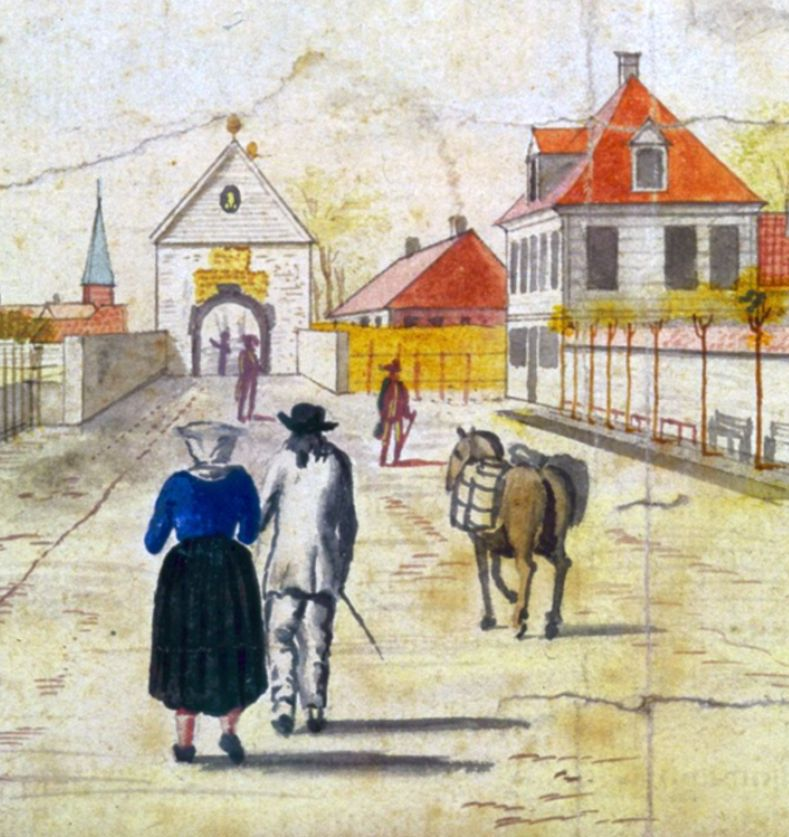
ورود کشاورزان از فانا به دروازه شهر برگن، نروژ (۱۷۹۶)